# Valerie Davies (pływaczka)
Elizabeth Valerie Davies po mężu Latham (ur. 29 czerwca 1912 w Cardiff, zm. 2 sierpnia 2001 w Newport) – walijska pływaczka reprezentująca Wielką Brytanię oraz Walię, medalista igrzysk olimpijskich, igrzysk Imperium Brytyjskiego oraz mistrzostw Europy.
Mimo że Davies była częścią zwycięskiej sztafety z Mistrzostw Europy w 1927 roku, nie została powołana do reprezentacji na igrzyska w Amsterdamie w 1928 roku. Musiała czekać do 1930 roku, by wziąć udział w kolejnej dużej imprezie sportowej. W Hamilton, w Kanadzie na I Igrzyskach Imperium Brytyjskiego wywalczyła dwa srebrne i jeden brązowy medal w pływaniu stylem grzbietowym i dowolnym. Były to jedyne medale zdobyte przez reprezentację Walii na tych igrzyskach. Na kolejnych igrzyskach olimpijskich w 1932 roku, Davies wywalczyła dwa brązowe medale – jeden indywidualnie i jeden w sztafecie. Na II Igrzyskach Imperium Brytyjskiego w 1934 roku dołożyła jeszcze jeden brązowy medal do swojej kolekcji.